# U-Boot Tipo U 151
Gli U-Boot Tipo U 151 erano una classe di sommergibili tedeschi della prima guerra mondiale. Questa classe di sommergibili fu concepita per assolvere a un particolare compito: trasportare preziose materie prime dai paesi neutrali od estranei al conflitto. A seguito del blocco marino l'Impero tedesco, che non aveva previsto una guerra tanto lunga e logorante, a partire dal 1915 fu obbligata a rivolgersi pesantemente all'estero per molte delle sue forniture incrementando spasmodicamente le quantità importate a causa della guerra totale. La capacità di carico era di 350 tonnellate. In seguito all'entrata in guerra degli Stati Uniti questi grandi scafi vennero riattati al combattimento antinave, avendo allocato sul ponte due cannoni da 150 mm.